# Gyrostigma
Gyrostigma é um gênero de dípteros parasitas da família Oestridae. Parasitam principalmente rinocerontes, alojando-se no estômago.